# Sumur Batu (Bantargebang)
Sumur Batu is een bestuurslaag in het regentschap Kota Bekasi van de provincie West-Java, Indonesië. Sumur Batu telt 12.497 inwoners (volkstelling 2010).